# Politik
 Der er for få eller ingen kildehenvisninger i denne artikel, hvilket er et problem. Du kan hjælpe ved at angive troværdige kilder til de påstande, som fremføres i artiklen.
 
 Denne artikel bør gennemlæses af en person med fagkendskab for at sikre den faglige korrekthed.

Politik (fra græsk: (πολιτεία)) er et begreb, der både kan referere til processen med hvilken en gruppe tager beslutninger for at styre eller påvirke udviklingen inden for et område, og til de institutioner, der gennemfører beslutningerne i praksis samt selve indholdet i den politiske diskurs (det der foreslås gennemført).
Der skelnes således mellem de politiske handlinger (en: politics), de politiske institutioner (en: polity) og det politiske indhold (en: policy).
På trods af, at betegnelsen sædvanligvis anvendes inden for statens ramme, kan politik observeres i alle menneskelige gruppeinteraktioner, inklusive virksomheder samt akademiske og religiøse institutioner. Det politiske system anskues ofte ved hjælp af modeller, hvor der skelnes mellem systemperspektivet og aktørperspektivet.
Fagene Statskundskab og politologi, (dvs. politiske studier) har studiet af politiske processer som fokusområde og undersøger anvendelsen af politisk magt. I bredeste forstand inddrager begrebet politik såvel landenes organisatoriske opbygning fra statsoverhovedet over parlamentet ned til borgeren som politiske fænomener internationalt.[kilde mangler]

## Definitioner og afgrænsninger
Fagene statskundskab og politologi har udviklet en række definitioner og afgrænsninger, som benyttes bredt i lærebøger indenfor disse fag. Komparativ politik omfatter systematiske undersøgelser af politiske institutioner, organisationer, processer og adfærd på lokalt, nationalt og international plan.[kilde mangler]
Der findes en række forslag til definitioner, der dækker begrebet politik eller alternative synsvinkler på dette begreb:
- Ordbogsdefinitioner – for eksempel "kunsten og videnskaben at regere".[3]
- Tekstbogsdefinitioner – for eksempel "konfliktløsningsproces, hvor støtte mobiliseres og vedligeholdes for kollektive projekter".[4]
- Teoretikere, som:
  - Harold Lasswell, der definerede politik som "hvem får hvad, hvor, hvornår og hvordan."
  - David Easton, som definerede at "Politik er den autoritative fordeling af værdier med gyldighed for et samfund."
- Samt praktikere som:
  - Mao Zedong, som sagde at "Politik er krig uden blodsudgydelser, mens krig er politik med blodsudgydelser"
  - Otto von Bismarcks kryptiske bemærkning, "Politik er kunsten af opnåelighed" og "Politik ist die Kunst des Möglichen" / "Politik er det muliges kunst".
  - Olof Palme "Politik er at ville".[5]

Sådanne relativt enkle definitioner er problematiske, fordi de ikke tager højde for samtlige politiske aspekter, som både omhandler fordeling af økonomiske ressourcer, ideologiske skillelinjer og værdikonflikter samt problemidentifikation og problemløsning. En mere kompleks definition blev foreslået af Erik Rasmussen, som udviklede og udvidede David Eastons definition til: "Politik er fastsættelse og fordeling af værdier med gyldighed for et samfund."

## Magt og politik
En række teoretikere knytter begreberne magt og politik tæt sammen.
- Politisk magt defineres af Max Weber som muligheden for at gennemtrumfe ens egen vilje overfor andre, mens Hannah Arendt konstaterer at "politisk magt svarer til den menneskelige evne til ikke blot reagere, men reagere i fællesskab."
- Autoritet er muligheden for at håndhæve love, kræve lydighed, at kommandere, at bestemme eller til at dømme.
- En regering er den enhed, der har autoriteten til at lave og håndhæve regler eller love.
- Legitimitet er en egenskab, en regering kan opnå ved at opnå og anvende magt efter accepterede standarder og principper.
- Suverænitet er muligheden for en regering at udøve kontrol over sit eget territorium uden indflydelse udefra.
[kilde mangler]

## Politisk teori
Mange filosoffer, politiske tænkere og praktiserende politikere har givet deres syn på, hvordan politik opstår i et samfund, hvorfor politik er nødvendigt og hvori den politiske magt består. En væsentlig distinktion kan drages mellem, den klassiske skole, der definerer "politik" som hovedsagelig udtryk for nationalstatslige interesser og den neoklassiske skole, der definerer politik som ”kampen om samfundsmæssige værdier”. Begrebet suverænitet er centralt for forståelsen af politik i statsligt regi og samspillet mellem stater i internationale relationer. Politik er traditionelt oftest studeret i forbindelse med regeringer og parlamenter, men i de senere har diskurser også præget forskningen i politiske emner.
En anden teori, formuleret i en biopolitisk kontekst og baseret på evolution, er at politik er et makro-værktøj opfundet af mennesket til at organisere sig selv for at opnå fælles overlevelse for hele gruppen eller samfundet. I praksis formålet, begrundelsen og udførelsen af politik for at organisere og fremme overlevelse.[kilde mangler]

## Politisk historie

### Tidlig historie og etymologi
V.G. Childe beskriver overgangen i menneskelige samfund, der skete omkring 6. årtusinde f.Kr. som en urban revolution. En af fordelene ved denne nye form for civilisation var ikke-landbrugsrelaterede håndværk (såsom præster og advokater), skatter og nedskrivning, som alle kræver tætbeboede områder – bystater.[kilde mangler]

#### Politikkens oprindelse
Ordet politik er afledt af det græske ord politeia (πολιτεία), der igen er afledt af det græske ord for bystat, "polis". Begrebet er brugt helt tilbage i antikkens Grækenland på Platon og Aristoteles' tid.
Erhvervsmæssige, religiøse, akademiske og andre former for politiske samfund, især dem der er begrænset af mangel på ressourcer, indeholder dominanshierarkier og derfor politik. Den tidligere form for regering er organiserede stammer. At de ældste regerede blev til monarki, og ledsaget af militære landvindinger, førte det til et feudalistisk system, hvor en enkelt familie dominerede de politiske affærer i en helt samfund. Monarkier har eksisteret i den ene eller anden form i de sidste 5 årtusinder.[kilde mangler]

#### En naturlig tilstand
I 1651 publicerede Thomas Hobbes sit meget berømte værk, Leviathan, i hvilket han foreslår en model for tidlig menneskelig udvikling som redegør for oprettelsen af regering. Hobbes beskriver en ideel naturlig tilstand, i hvilken ethvert menneske har lige rettigheder til alle ressourcer i naturen og er fri til at bruge alle midler til at tilegne sig disse ressourcer. Han påstår, at en sådan tilstand medfører en "krig, hvor alle er mod alle" (bellum omnium contra omnes). Yderligere noterer han, at mennesker vil indgå i sociale kontrakter og vil opgive visse rettigheder mod passende beskyttelse. Hobbes kom med en anden påstand: at løsningen på dette aggressionsproblem var en centraliseret, autoritær stat, ledet af en fyrste, som han kaldte Leviathan. Hobbes argumenterede således for enevælde.[kilde mangler]

#### Nation og folk
John Locke var i modsætning til Hobbes af den opfattelse, at det var statens opgave at sikre det enkelte individs frihed, lighed og suverænitet. John Locke fik dermed stor indflydelse på fremtidige grundlove. En af hans vigtige fremhævelser kommer han med i ”Et brev om tolerance”. Staten kan sætte regler for mennesker som individer, men den kan aldrig skabe en tvunget overbevisning. Hermed mentes, at mennesker havde ret og dermed fri vilje til at vælge. Et af hans grundprincipper var, at staten ikke skulle kunne påvirke det enkelte individs frihed og krænke den. Hvis staten gjorde det, var det en menneskeret at være kritisk og gøre oprør. Locke var tilhænger af princippet om magtens tredeling, som Montesquieu senere gav sin principielle udformning.[kilde mangler]
Med den amerikanske forfatning, der blev vedtaget den 17. september 1787 af Forfatningskonventet i Philadelphia, blev tredelingsprincippet stadfæstet. Her blev magtapparatet tredelt med en lovgivende forsamling med to kamre som er Repræsentanternes hus og Senatet, som tilsammen danner Kongressen, en udøvende magt, som ledes af præsidenten og en dømmende magt, som ledes af Højesteret. Omtrent samtidig krævede oprørerne under den franske revolution frihed, lighed og broderskab.[kilde mangler]

I begyndelsen af 1800 - tallet påpegede David Ricardo den stærke sammenhæng mellem politik og økonomi i forhold til staternes faktiske handlinger. I Til kritikken af den politiske økonomi og hovedværket Kapitalen tilsluttede Marx sig Ricardos opfattelse af sammenhængen mellem politik og økonomi, men kritiserede samtidig hans værdiforståelse. Mens Locke og Ricardos tænkning danner baggrund for liberalismen, anses Marx for at være den revolutionære socialismes grundlægger. I midten af 1800 - tallet fik de demokratiske bevægelser indflydelse på den politiske udvikling (især i Europa), og dette udmøntede sig i forfatninger baseret på folkestyre og flertalsstyre samt respekt for en række grundlæggende rettigheder, som ikke blot omfattede politiske rettigheder (fx ytrings- og foreningsfrihed), men også økonomiske rettigheder (fx den private ejendomsret).[kilde mangler]

## Politik i det moderne og senmoderne samfund
Politologer fremhæver som et kendetegn ved politik i moderne og senmoderne samfund, at udviklingen går hen imod større kompleksitet, hvor mangfoldige sagsforhold, der tidligere hørte til civilsamfundet og livsverden er blevet offentligt reguleret.

### National politik
I praksis opbygges nationale politiske systemer oftest hierarkisk op baseret på det enkelte lands styreform. Et diktatur er et system med et centraliseret magtapparat, hvor lovgivende, dømmende og udøvende magt ikke er adskilt, og hvor en enkelt person eller en mindre gruppe (fx militære ledere) udøver magten uden at skele til moralske og etiske konsekvenser.
I et demokrati er landet normalt opbygget med udgangspunkt i lovgivning og med et magtadskillelsesprincip, opdelt i:
- Lovgivende magt – der laver og formulerer lovgivningen
- Udøvende magt – der sikrer lovens adlydelse
- Dømmende magt – der dømmer folk i henhold til loven

Hvilke organer og institutioner, der sidder med hvilken magt, og hvordan disse vælges eller udpeges, har stor betydning for det enkelte lands politik.[kilde mangler]

### System og aktørperspektivet
Det afgørende spørgsmål i en systemanalyse er at kortlægge, hvilke samfundsinteresser, der tilgodeses i systemets strukturelle forhold. Systemanalysen anvendes til at kortlægge formelle strukturer og udlede de krav, som opgaveløsningen stiller, hvis den skal foregå rationelt og ideelt. Forenklet udtrykt angiver systemanalysen, hvorledes det politiske indhold i de politiske institutioner ville forme sig, hvis de politiske handlinger alene afspejlede rationel sagsbehandling. Et system er derfor en idealtype, hvis grundlæggende strukturer udgør et funktionelt netværk, som skal bemandes. Aktørperspektivet kan både tage udgangspunkt i det handlende subjekt og i organiserede grupper, der handler i en fælles interesse. Perspektivet omfatter både formelle og uformelle interesser, der kan knyttes til deltagere i den pågældende organisation og de konkrete styrkeforhold, der udspilles blandt disse deltagere.[kilde mangler]
Forskellen er således perspektivet, forskeren anlægger. Hvis denne sætter fokus på systemet, vil analysen omfatte dets opbygning, funktion og opgaveløsning. Aktøranalyser vil derimod koncentrere sig om interesse - varetagelse , magtforhold og aktørernes kompetencer. Staten kan både opfattes som et system og som en aktør. I en systemanalyse af det danske politiske system vil man ofte inddrage overvejelser over, hvilket niveau, der er relevant som udgangspunkt for analysen.. Hvis analysen har staten som aktør som perspektiv vil den opfattes som repræsentant for den fælles interesse.

#### Systemerne
Systemer kan opdeles efter deres funktioner eller efter deres normative status. Denne kan fx inddeles i demokratiske og diktatoriske systemer. David Easton udarbejdede en model model for det politiske systems samvirke med omgivelserne. Der er tale om et åbent system, hvor det politiske systems vedtagelser er afhængige af befolkningens krav til og opfattelse af den førte politik. Den førte politik ændres løbende, alt efter befolkningens respons.
Interesseorganisationer, græsrodsbevægelser og massemedier har en stor betydning for formidlingen af krav til systemet og systemets respons på disse krav. Medierne betegnes ofte som den fjerde statsmagt, fordi de ofte sætter dagsordenen for de politiske debatter og især i konfliktsituationer fremstår som borgernes talerør til politikerne, ligesom de videregiver de politiske aktørers budskaber til borgerne. Derfor opfatter nogle politiske analytikere massemedierne som et integreret led i det politiske system.

#### Aktørerne
Overordnet er der i aktøranalyser fokus på beslutningsprocesserne. I politologien udviklede beslutningstagen som et selvstændigt forskningsområde sig i løbet af 1950’erne med udgangspunkt i den såkaldte Rational Choice teori. I løbet af 1980'erne blev temaer som fælles værdier og deres betydning for dagsordensfastsættelse, samt legitimiteten i de gennemførte beslutninger væsentlige fokusområder i aktøranalyserne. Efter årtusindskiftet har begrebet postfaktuel været benyttet om tendensen til, at data og faktuelle oplysninger har mindre betydning i den politiske debat end tidligere, hvilket blandt andet medfører, at eksperternes analyser nedprioriteres.

##### Ledere
I spidsen for en national aktør (et land) står statsoverhovedet, som kan være præsident, kejser, konge, fyrste og så videre, og som er landets officielle overhoved udadtil. Denne person har politisk betydning i mange lande, men i andre lande er statsoverhovedet blot en kransekagefigur, som ikke har nogen reel politisk indflydelse. Det er for eksempel tilfældet i Danmark og i mange andre konstitutionelle monarkier.
Regeringslederen (eller regeringschefen) er det enkelte lands regerings overhoved. I nogle systemer vil dette være den samme person som statsoverhovedet, mens det er andre systemer er en anden og muligvis helt uafhængig person. I de nordiske lande er regeringslederen for eksempel statsminister, i andre lande er det premierministeren, i Tyskland og Østrig er det kansleren og i alle disse lande er det en anden person end statsoverhovedet. Men i andre lande er regeringslederen præsident, og dermed også statsoverhoved. Det er for eksempel tilfældet i USA.[kilde mangler]
Både regeringsleder og statsoverhoved kan være folkevalgte eller parlamentsvalgte, men posten som statsoverhoved kan lige så vel være historisk eller karismatisk betinget og måske endda gå i arv – som det for eksempel er tilfældet i et monarki. I et konstitutionelt monarki er monarken kun formelt regenten, mens den reale magt ligger hos de folkevalgte.[kilde mangler]

##### Regering
Regeringen er det udøvende organ i et land. I parlamentariske lande vælges regeringen af parlamentet og har regeringen vælger så en regeringsleder, mens det i lande med præsidentielle systemer er præsidenten alene, der udvælger sin regering. I semi-præsidentielle systemer vil præsidenten være statsoverhoved og ofte folkevalgt, men parlamentet vælges uafhængigt af præsidenten, og parlamentet vælger så efterfølgende en regering. Dette kan medføre, at regering og præsident har modstridende interesser og derfor hver især svære ved at opnå hvad de ønsker.[kilde mangler]
Regeringen har som oftest den øverste magt over ministerierne eller sekretariaterne i landet.

##### Parlament
Parlamentet er den lovgivende forsamling i et land. Parlamentets medlemmer (parlamentarikerne) er som oftest folkevalgte, men ved et tokammersystem kan dele af parlamentet være elitært udvalgt, men dette kammer vil da ofte have begrænset magt i forhold til det folkevalgte kammer. Eksempler på tokammersystemer er Storbritannien, hvor Underhuset er den egentlige lovgivende folkevalgte forsamling, mens Overhuset er et adeligt kammer med fødte medlemmer, der har begrænset magt.[kilde mangler]
Netop grundet den arvede, indirekte valgte eller meget lange ret til at sidde i det øverste kammer i et tokammersystem, så forsøges overkammeret oftest begrænset i deres magt – især med hensyn til indflydelse på den udøvende og dømmende magt, hvor nogle overkamre gennem historien har haft betydning og derfor illegitimeret magtbalancen i landet. I forbundsstater, hvor landet er en samling af delstater, bruges ofte et tokammersystemer, hvor de to kamre deler den lovgivende magt ligeligt og derfor skal blive enige, på trods af, at kun det ene kammer er direkte folkevalgt. Overkammeret repræsenter nemlig delstaterne. I for eksempel USA´s Kongres er underkammeret, Repræsentanternes Hus, folkevalgt, mens overkammeret, Senatet, er befolket med senatorer der repræsenterer de enkelte stater. I USA var det tidligere således, at senatorerne blev udpegede af delstats-regeringerne, og derfor var senatets medlemmer meget indirekte valgt, men i dag er senatorerne på direkte valg i de enkelte delstater.[kilde mangler]
I lande med kun et enkelt kammer vil dette alene have den lovgivende magt, og det vil som oftest være direkte folkevalgt.
Ofte navngives både parlament, men også de to kamre, så de henvises til uden om deres retmæssige navne. Se parlamenter for en liste over verdens landes parlamenter og deres navne.

##### Domstole
Domstolen er den dømmende magt. Domstolene kan være mange og være specialiserede til forskellige sager. Nogle domstole i et land kan tage sig at bestemte sager, eller kun tilgås af bestemte personer, mens andre er mere åbne og kan tage sager fra den enkelte borger. Ligeledes er domstolene opdelt i civile domstole, som afgør civile søgsmål, og statslige domstole, der afgør statslige søgsmål. Mange lande har også en forfatningsdomstol, som er den eneste, der tager sig af sager relateret direkte til det enkelte lands forfatning.[kilde mangler]

### Partier og valg
Oftest organiserer de enkelte medlemmer af et parlament sig i politiske partier, der samles om enten en fælles ideologi eller blot en række fællessager, som de går ind for. Ofte (især historisk set) kan partier placeres på det politiske spektrum fra de venstreorienterede over de centralistiske til de højreorienterede. Men der findes mange andre skalaer, som politiske partier kan inddeles efter – ofte lokalt for de enkelte landes opbygninger. For eksempel kan der i lande med monarki være royalister, der ønsker at bevare monarkiet, over for republikanere, der ønsker en republik i stedet.[kilde mangler]
Politiske valg bruges til at vælge politikere eller partier til forskellige autoritære embeder. Det kan for eksempel være valg til parlamentet, til præsidentposten eller indirekte valg, hvor personer vælges til at vælge andre personer (for eksempel USA's valgmandssystem). Politiske valg er en af grundstenene i moderne demokratier, og sikring af fair valg gennem valgreformer er derfor én af de vigtigste opgaver for at sikre demokratiske styrer. Der findes mange forskellige valgsystemer, lige som der findes forskellig regler for, hvem, der kan stille op; hvordan, man kan stille op; hvem, der kan stemme; samt hvem, der bliver valgt.[kilde mangler] Den svenske politolog Björn Molin har udarbejdet en en model, der i generaliseret form illustrerer politiske partiers valg af standpunkt. Her fremhæves det, at partiernes strategi for at opnå politisk indflydelse blandt andet omfatter en vurdering af kontinuiteten og en vurdering af populariteten.

### Geopolitiske enheder
I mange lande er især den udøvende magt fordelt på mange ministerier, men ofte også geografisk. Dette medfører et hierarki af geopolitiske, administrative enheder med staten øverst og indtil flere niveau herunder. For eksempel har Danmark indtil kommunalreformen i 2007 haft staten øverst, amterne herunder og kommunerne nederst. Nogle lande (for eksempel miniputstater) har måske kun ét niveau, mens store lande (som Folkerepublikken Kina) kan have op til 5 eller 6 niveauer.
De enkelte geopolitiske enheder har da ofte en selvstændighed i forhold til det overliggende organ, og kan derfor udøve loven og foretage egne beslutninger inden for den enkelte enheds jurisdiktion. Den enkelte enhed kan også have sit eget "statsoverhoved" (for eksempel en borgmester, guvernør, senator eller tilsvarende), sit eget "parlament" (for eksempel et byråd) samt sine egne valg til dette parlament.[kilde mangler]

## International politik
International politik beskriver de enkelte landes udenrigsrelationer i forhold til verden omkring dem, men også hvorledes verden omkring et land har forventninger og krav til landet på trods af de enkelte nationers suverænitet.

### Teori
Der er overordnet set tre hovedbetragtninger inden for international politik:
- Realisme er forventningen om, at udenrigsrelationer altid er konfliktfyldte og at de enkelte nationer kun tænker på sig selv ind til de bliver konfronteret med (truslen om) krig.
- Idealisme er troen på, at diplomati kan løse alle konflikter, og at al krig kan undgås.
- Liberalisme er en mellemvej, hvor man forventer at kunne komme langt med diplomati, og at de fleste men ikke alle væbnede konflikter (eller trusler herom) kan undgås.[kilde mangler]

### Praksis
I praksis repræsenteres de fleste landes udenrigsrelationer ved deres udenrigspolitik. Herunder hører også medlemskab af diverse internationale organisationer, såsom toldunioner, økonomiske unioner, militære unioner, ikkeangrebspagter med videre. Det kan for eksempel være medlemskab af NATO, FN, EU eller tilsvarende.

## Dansk politik
Den politiske debat i Danmark har efter finanskrisen har vist, at der blandt Folketingets partier er en større vilje end tidligere til at reformere det universelle princip for velfærdsstaten. Mest velfærdsskeptisk blandt Folketingets partier i 2025 er formentlig Liberal Alliance, som ønsker mere personlig frihed og en markant reduktion af den offentlige sektor.
De Radikale, der historisk set har været medvirkende til de afgørende beslutninger om velfærdsydelserne, har gennem deres formand, Margrethe Vestager, varslet en mulig ændring af de universelle ydelser til pensionisterne. En reform, der trækker i denne retning, må betegnes som ”velfærdsskeptisk” og en afgørende ændring af partiets tradition.
Enhedslisten, der arbejder for et socialistisk samfund, ønsker at velfærdssamfundet skal styrkes og fornyes.
Også Dansk Folkeparti er udsprunget af en velfærdskritisk tradition, Fremskridtspartiets politik for afvikling af den offentlige sektor. Pia Kjærsgaard og de andre udbrydere, der dannede DF brød med denne tradition og partiet er bl.a. fortaler for en udbygning af ældreplejen og hospitalsvæsenet.
Det er i forskningsdebatten blevet påpeget, at Venstre og De Konservative hovedsageligt har fungeret velfærdspositivt i Folketinget, hvor de både som regeringsansvarlige og i opposition har udtrykt opbakning til den danske velfærdsstats mål.
Også udlændingepolitik og EU har været væsentlige temaer i den danske politiske debat siden årtusindeskiftet.

## Politik i verdens lande
For at se de enkelte landes politiske strukturer, se da politik i verdens lande, hvor der også vil være en oversigt over statsoverhoved samt regeringsleder i det enkelte land.